# White Iverson
White Iverson è un singolo del rapper statunitense Post Malone, pubblicato il 14 agosto 2015 come primo estratto dal primo album in studio Stoney.

## Descrizione
Singolo d'esordio dell'artista, nonché sesta traccia del disco, White Iverson è stato descritto da Vice come un pezzo trap.

## Video musicale
Il video musicale è stato reso disponibile il 19 luglio 2015.

## Tracce
Testi e musiche di Austin Post e T. Markous Roberts.
1. White Iverson – 4:15

## Formazione
- Post Malone – voce, strumentazione, programmazione, produzione
- Rex Kudo – strumentazione, programmazione, co-produzione, missaggio, mastering
- Idan Kalai – missaggio, mastering

## Classifiche

### Classifiche settimanali
| Classifica (2016-17) | Posizione massima |
| -------------------- | ----------------- |
| Canada               | 41                |
| Irlanda              | 91                |
| Portogallo           | 71                |
| Repubblica Ceca      | 64                |
| Slovacchia           | 67                |
| Stati Uniti          | 14                |

### Classifiche di fine anno
| Classifica (2016) | Posizione |
| ----------------- | --------- |
| Stati Uniti       | 65        |